# 29 septembrie
ianuarie • februarie • martie  • aprilie  • mai  • iunie  • iulie  • august  • septembrie  • octombrie  • noiembrie  • decembrie
29 septembrie este a 272-a zi a calendarului gregorian și a 273-a zi în anii bisecți. Mai sunt 93 de zile până la sfârșitul anului.

## Evenimente
- 0440: Leon I devine papă.

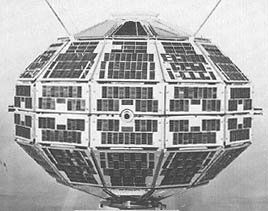
1962: Canada lansează pe orbită satelitul Alouette 1, stabilind o premieră: acesta era primul satelit lansat de un alt stat în afară de SUA și URSS.

- 0642: Generalul Amr ibn al-'As intră în Alexandria, desăvârșind astfel cucerirea musulmană a Egiptului.
- 0855: Benedict III devine papă.
- 1227: Frederic al II-lea, Împărat al Sfântului Imperiu Roman este excomunicat de Papa Grigore al IX-lea pentru greșeala de a nu fi participat la Cruciade.
- 1364: Bătălia de la Auray: Forțele engleze înving pe cele franceze; sfârșitul Războiului Breton de Succesiune.
- 1760: Fortăreața Detroit, în frunte cu maiorul Robert Rogers, se predă fără luptă împotriva trupelor britanice, ca ultima fortăreață franceză în America de Nord.
- 1885: La Blackpool s-a dat în folosință una dintre primele linii de tramvai electric din lume.
- 1911: Italia declară război Imperiului Otoman, după ce otomanii au lăsat să treacă termenul ultimatumului italian de predare a orașului Tripoli.
- 1938: Semnarea Acordului de la München (Münchner Abkommen). Marea Britanie, Franța și Italia recunosc cedarea regiunilor locuite de germanii sudeți din Cehia către Germania, și a celor locuite de polonezii din Cehia (regiunea Cieszyn) către Polonia.
- 1954: Douăsprezece țări au semnat un acord privind înființarea Consiliului European pentru Cercetare Nucleară, care a devenit cel mai mare laborator de fizica particulelor din lume.
- 1955: Premiera mondială a operei Îngerul aprins, de Serghei Prokofiev are loc la Teatro La Fenice din Veneția.
- 1957: Dezastrul nuclear de la Kîștîm: are loc un accident nuclear la stația nucleară Maiak din orașul Oziorsk din URSS care a avut drept rezultat contaminarea radioactivă a unor teritorii extinse. Numărul morților e necunoscut. 10 000 locuitori au trebuit evacuați.
- 1962: Canada lansează pe orbită satelitul Alouette 1, stabilind o premieră: acesta era primul satelit lansat de un alt stat în afară de SUA și URSS.
- 1968: Premiera mondială a operei Ulisse, de Luigi Dallapiccola are loc la Opera din Berlin.
- 1983: Premiera mondială a Simfoniei a III-a de Witold Lutosławski are loc în Chicago, sub bagheta lui Georg Solti.
- 1993: Un cutremur de 6,2 în regiunea Latur/Killari, India, soldat cu 9.751 morți.
- 2004: Asteroidul Toutatis trece la o distantă de numai 1.549.719 km de Pământ.
- 2020: Pandemia de COVID-19: Bilanțul mondial al deceselor cauzate de COVID-19 depășește un milion de decese.[1]

## Nașteri

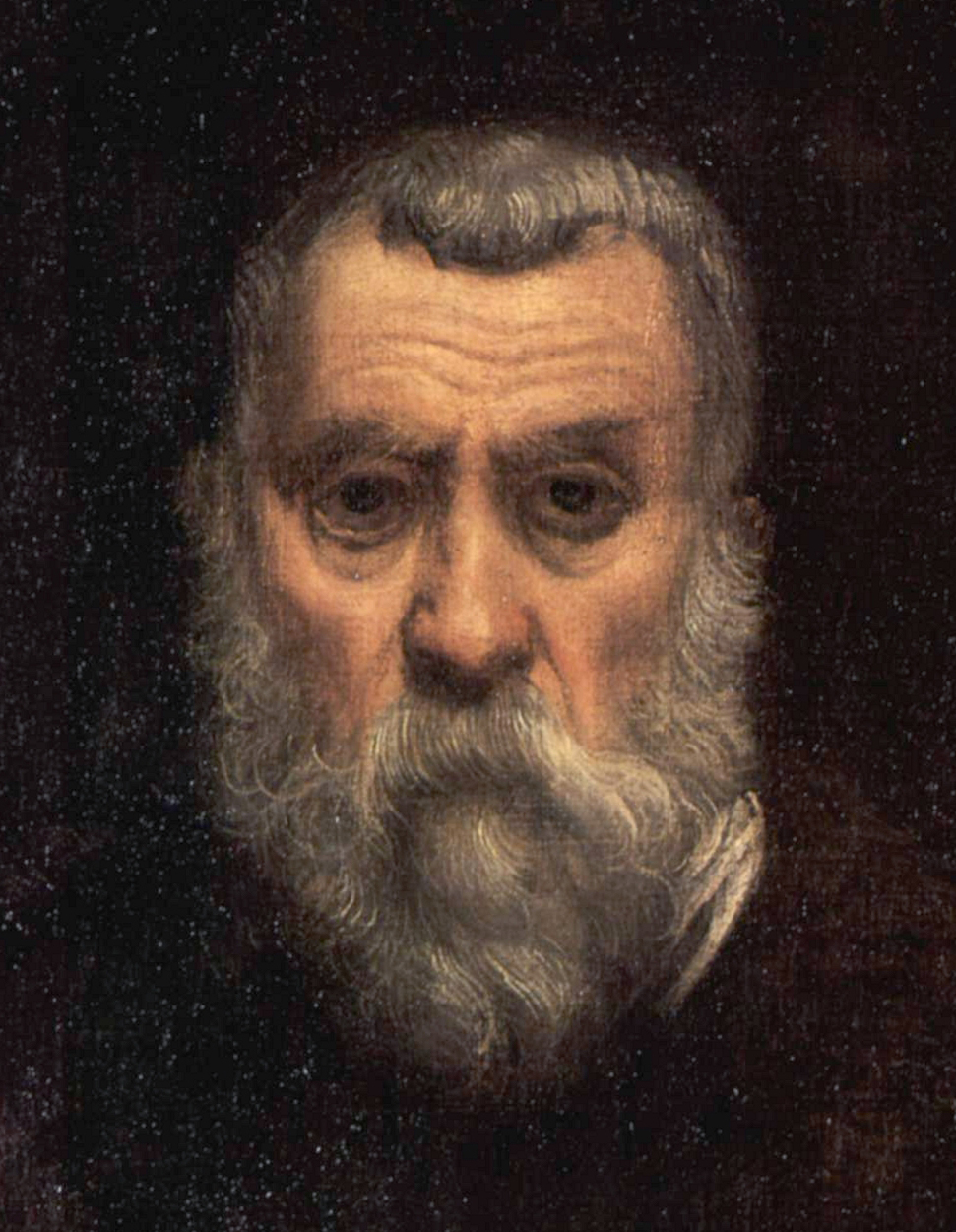
Tintoretto, pictor italian
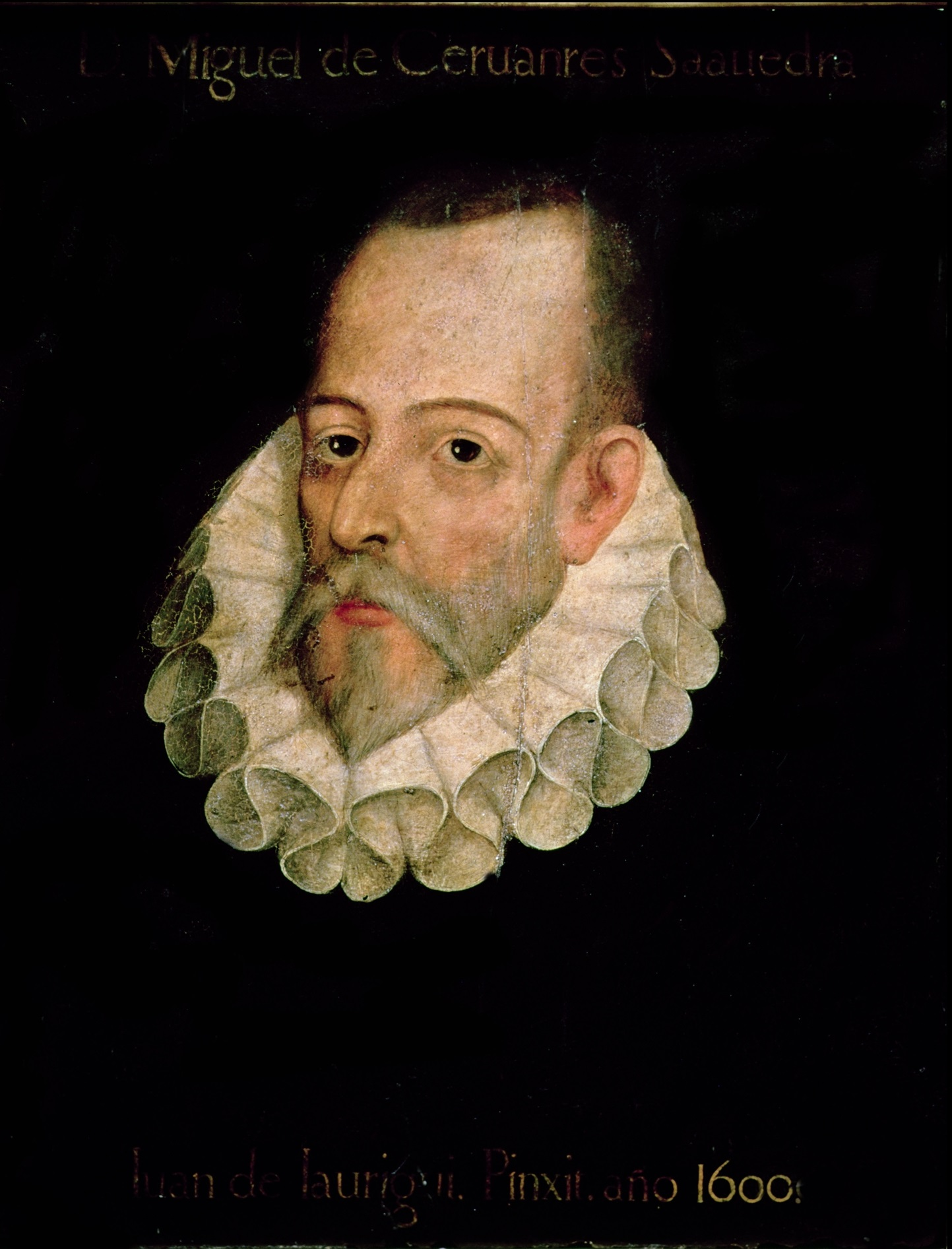
Miguel de Cervantes, scriitor spaniol
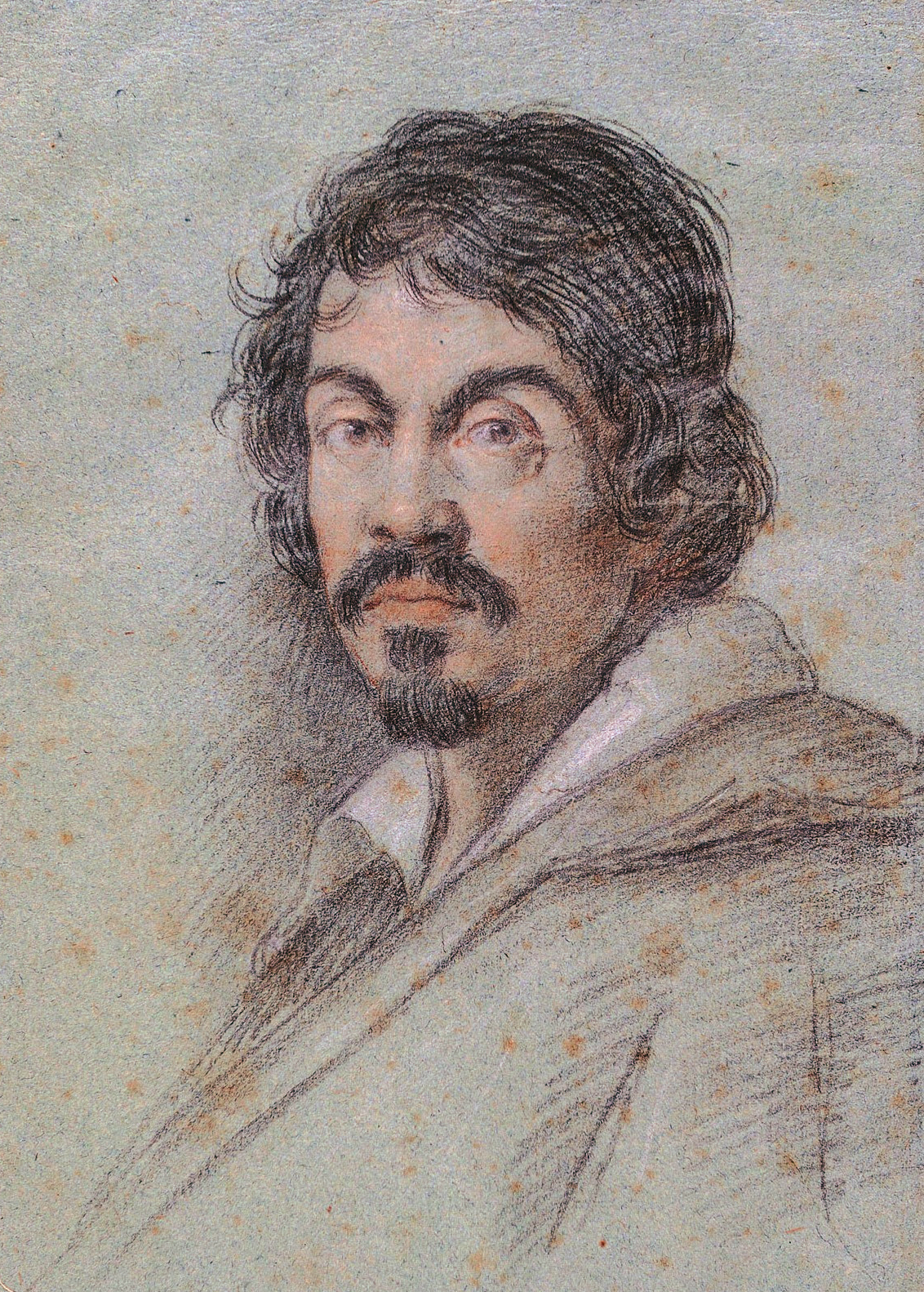
Caravaggio, artist italian

- 106 î.Hr.: Pompei cel Mare, consul al Romei (d. 48 î.Hr.)
- 1276: Christopher al II-lea al Danemarcei (d. 1332)
- 1328: Joan de Kent, Prințesă de Wales (d. 1385)
- 1547: Miguel de Cervantes, scriitor spaniol (d. 1616)
- 1571: Caravaggio, artist italian (d. 1610)
- 1703: François Boucher, pictor francez (d. 1770)
- 1743: Antonio Cagnoli, astronom italian (d. 1816)
- 1758: Horatio Nelson, amiral britanic (d. 1805)
- 1765: Karl Ludwig Harding, astronom german (d. 1834)
- 1766: Charlotte a Marii Britanii, fiica cea mare a regelui George al III-lea al Regatului Unit (d. 1828)
- 1810: Elizabeth Gaskell, scriitoare germană (d. 1865)
- 1843: Mihail Skobelev, general rus (d. 1882)
- 1853: Prințesa Thyra a Danemarcei, prințesă moștenitoare de Hanovra (d. 1933)
- 1854: Gaston Anglade, pictor francez (d. 1931)
- 1855: Jean-Jacques Scherrer, pictor francez (d. 1916)
- 1857: Giuseppe Mentessi, pictor italian (d. 1931)
- 1864: Miguel de Unamuno, filosof și scriitor spaniol (d. 1936)
- 1867: Walther Rathenau, om politic german (d. 1922)

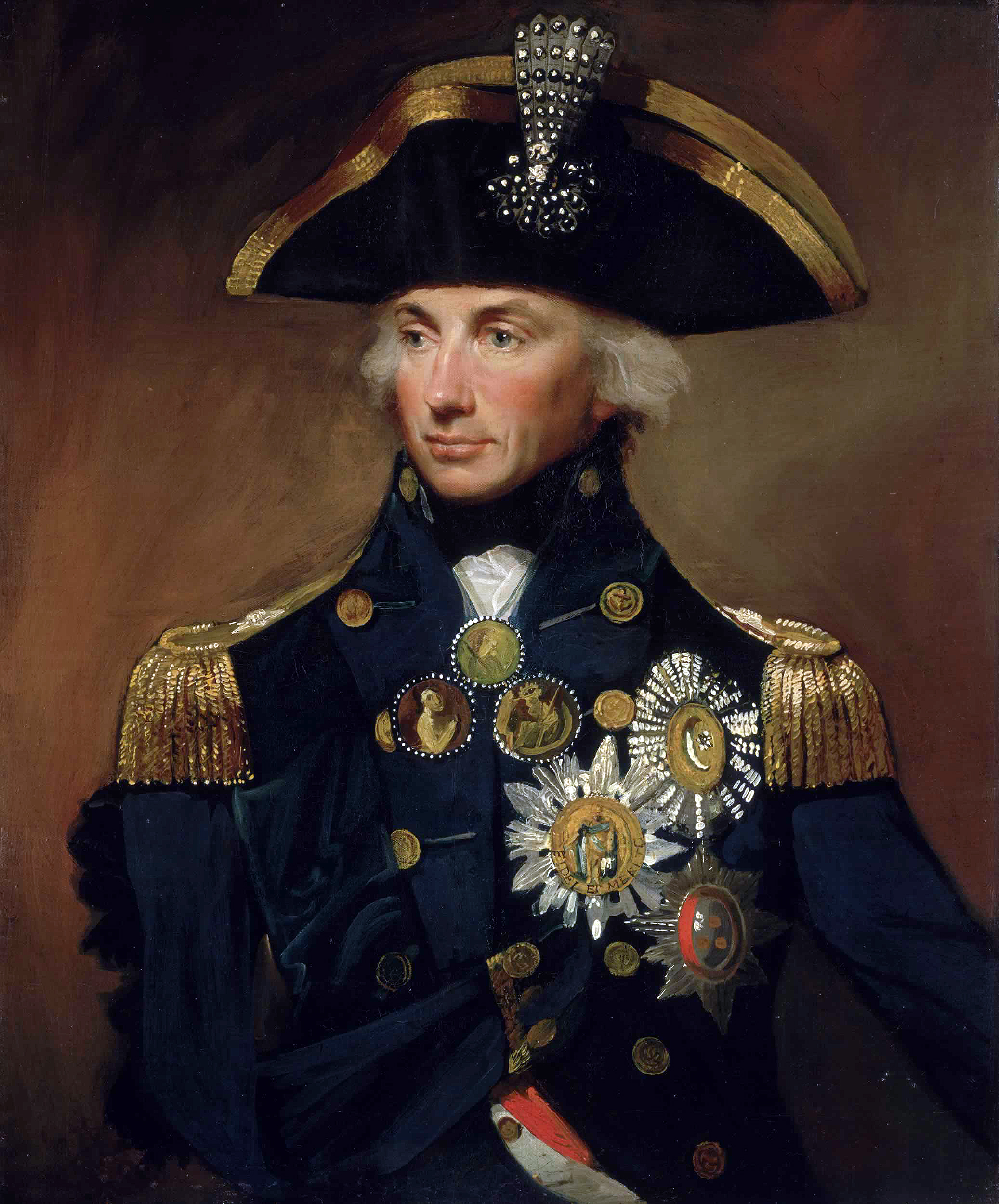
Horatio Nelson, amiral britanic
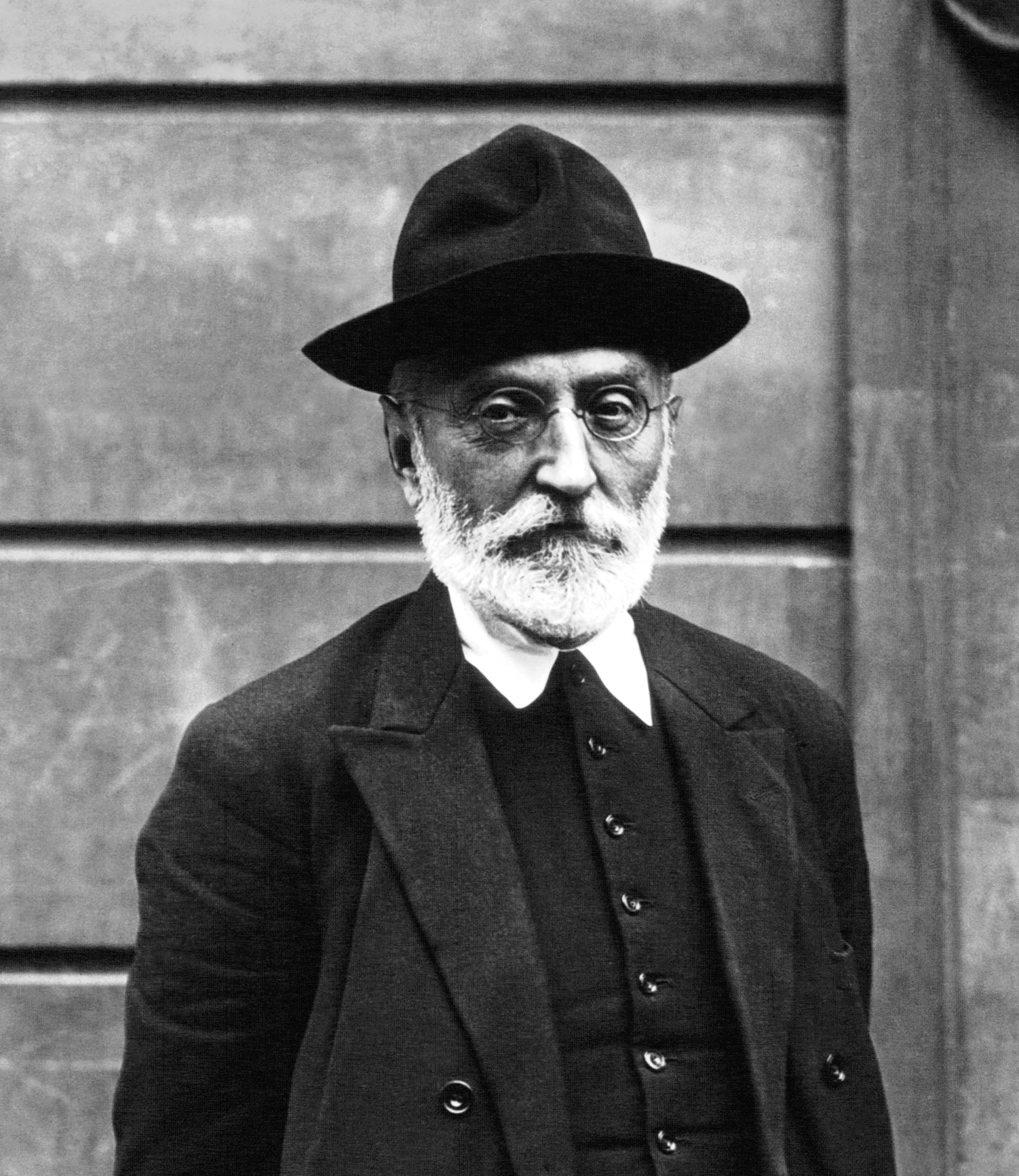
Miguel de Unamuno, filosof și scriitor spaniol
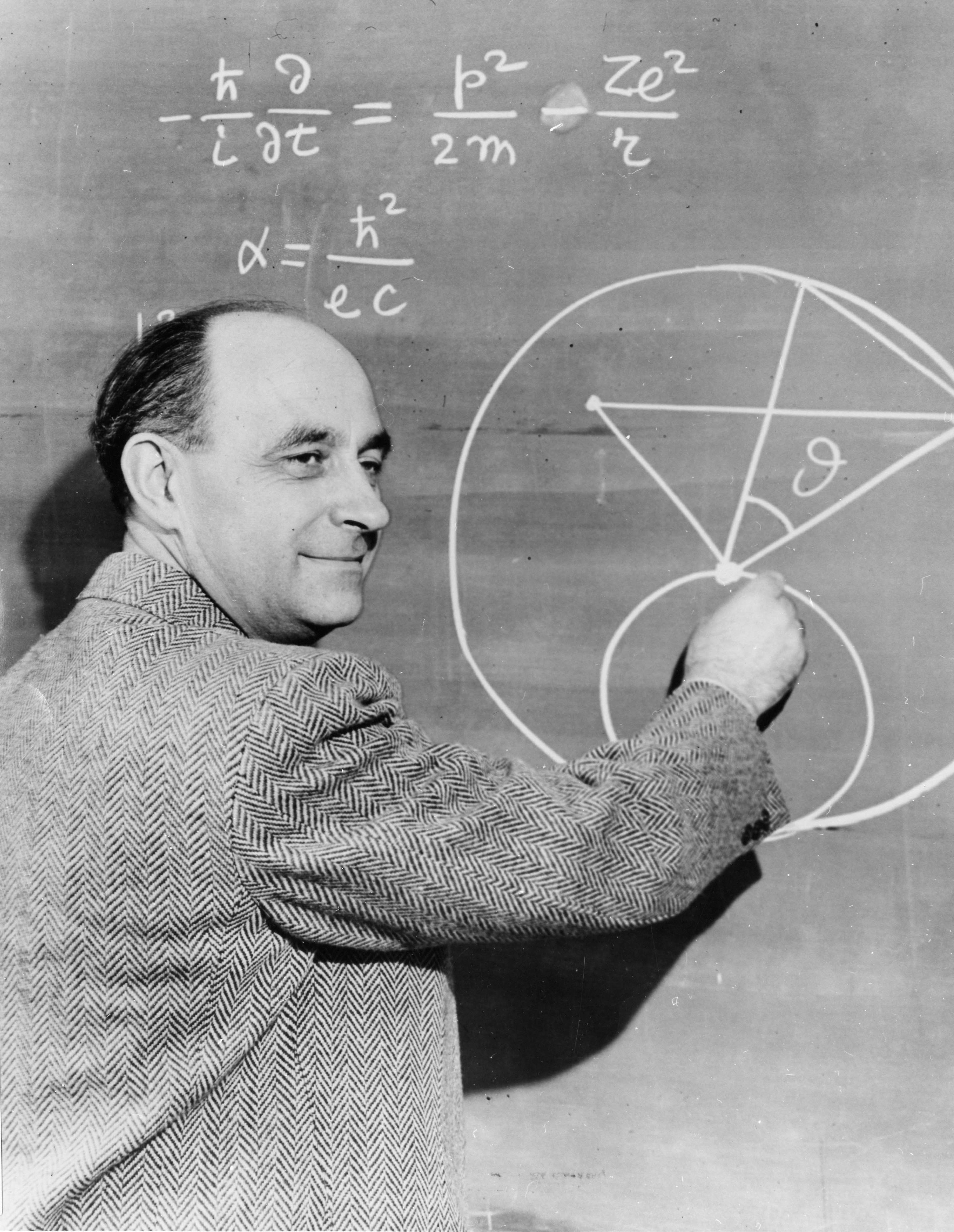
Enrico Fermi, fizician italian, laureat Nobel

- 1901: Enrico Fermi, fizician italian, laureat al Premiul Nobel (d. 1954)
- 1901: Lev Vasilievici Șubnikov, fizician rus (d. 1937)
- 1902: Mikel Koliqi, cardinal albanez (d. 1997)
- 1904: Greer Garson, actriță britanică (d. 1996)
- 1910: Arsenie Boca ieromonah, teolog și artist român (d. 1989)
- 1912: Michelangelo Antonioni, regizor italian (d. 2007)
- 1913: Stanley Kramer, regizor de film american (d. 2001)
- 1916: Trevor Howard, actor de teatru și film englez (d. 1988)
- 1920: Peter D. Mitchell, chimist britanic, laureat Nobel (d. 1992)
- 1929: Jean Pârvulescu, scriitor și jurnalist francez de origine română (d. 2010)
- 1931: Anita Ekberg, actriță suedeză (d. 2015)
- 1931: James Watson Cronin, fizician american (d. 2016)
- 1935: Mylène Demongeot, actriță franceză (d. 2022)
- 1935: Jerry Lee Lewis, muzician american (d. 2022)
- 1935: Ingrid Noll, scriitoare germană
- 1935: Mylène Demongeot, actriță franceză de film (d. 2022)
- 1936: Silvio Berlusconi, politician italian, al 50-lea prim-ministru al Italiei (d. 2023)
- 1936: Silviano Santiago, scriitor brazilian
- 1942: Donna Corcoran, actriță americană
- 1943: Lech Wałęsa, om politic polonez, al 2-lea președinte al Poloniei, laureat al Premiului Nobel
- 1948: Theo Jörgensmann, clarinetist de jazz german
- 1949: Gheorghe Funar, politician român
- 1949: Horia Stoicanu,  compozitor, textier, solist vocal și chitarist român român (d. 2020)
- 1951: Michelle Bachelet, președinte a statului Chile
- 1954: Masoud Pezeshkian, politician iranian, președinte al Iranului
- 1956: Sebastian Coe, atlet și politician britanic

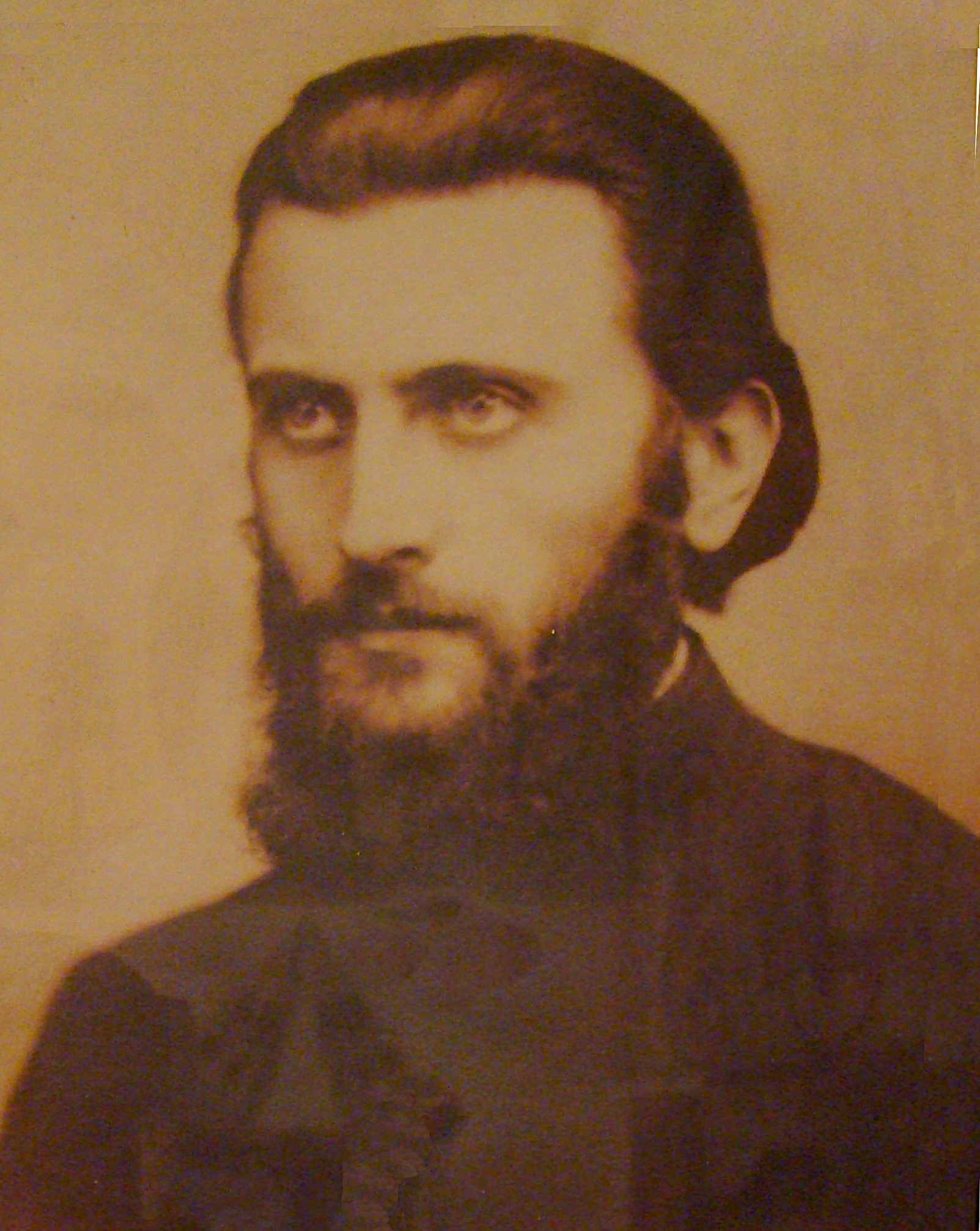
Arsenie Boca, ieromonah, teolog și artist român
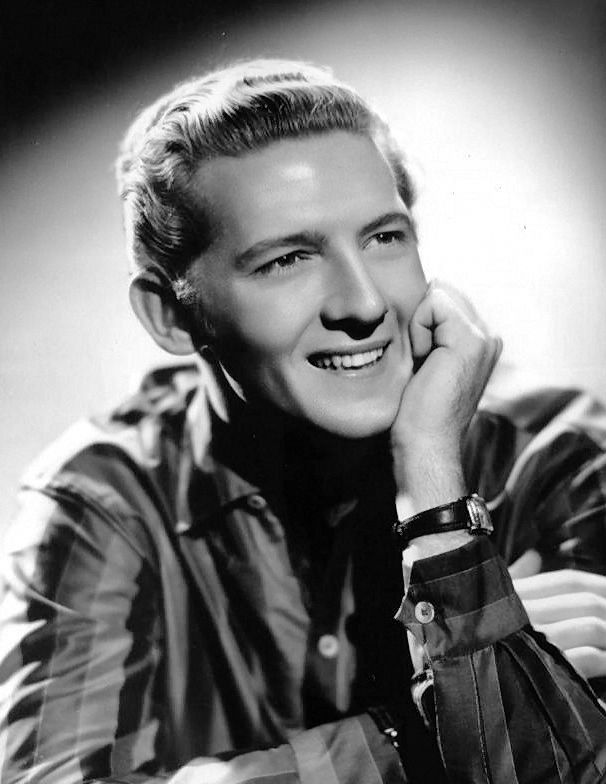
Jerry Lee Lewis, muzician american
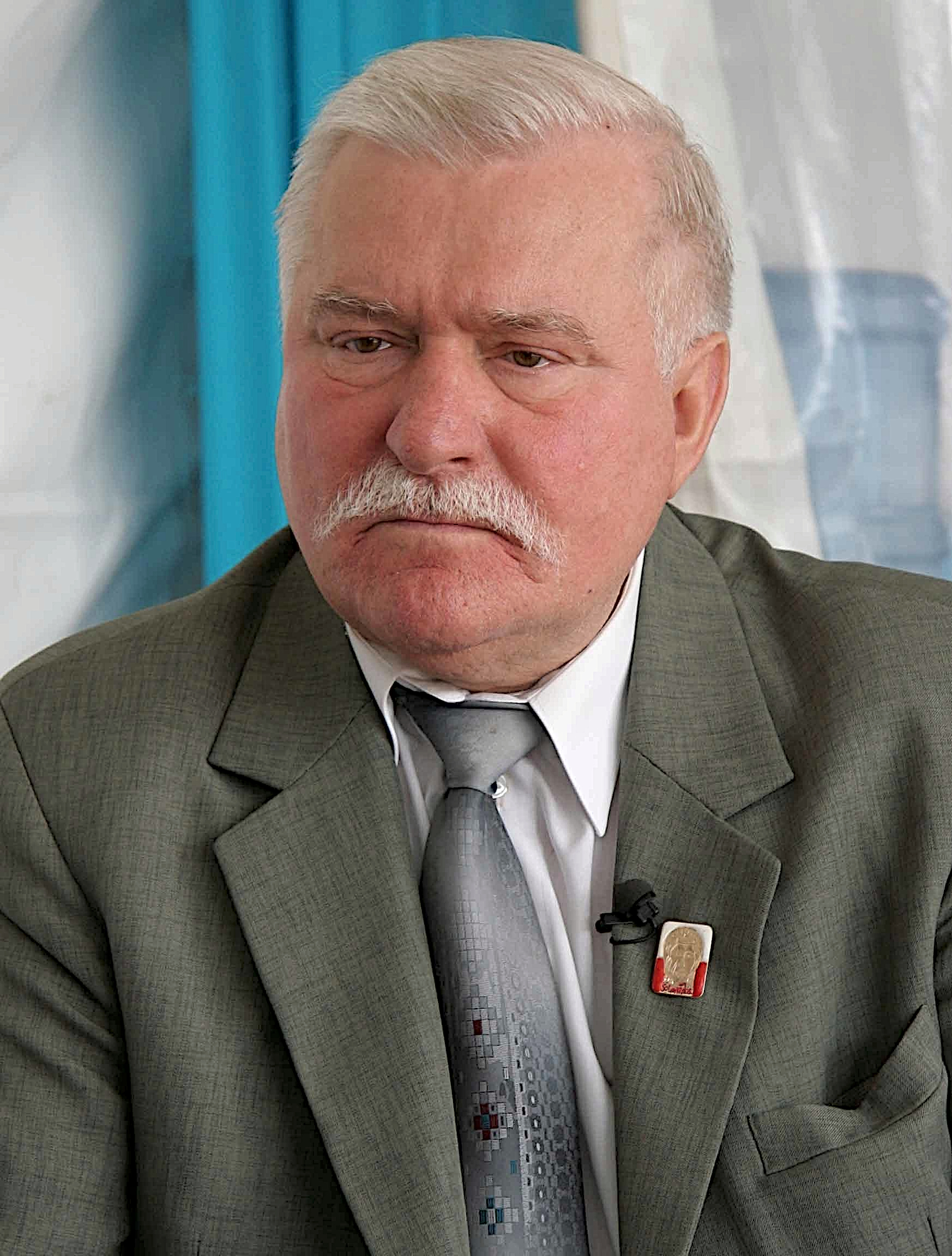
Lech Wałęsa, politician polonez

- 1961: Julia Gillard, politiciană australiană
- 1967: Brett Anderson, textier englez
- 1968: Traian Constantin Igaș, politician român
- 1969: Ivica Vastić, fotbalist austriac
- 1970: Emily Lloyd, actriță britanică
- 1976: Andriy Shevchenko, fotbalist ucrainean
- 1977: Hristijan Mickoski, politician macedonean și fost inginer mecanic, prim-ministru al Macedoniei de Nord
- 1980: Zachary Levi, actor american
- 1981: Nam Hyun-hee, scrimeră sud-coreeană
- 1984: Per Mertesacker, fotbalist german
- 1988: Kevin Durant, baschetbalist american
- 1989: Cristina Zamfir, handbalistă română
- 1990: Doug Brochu, actor american
- 1992: Ana Ciolan, handbalistă română
- 1994: Halsey, cântăreață americană

## Decese
- 0855: Lothar I, împărat romano-german
- 1288: Matilda de Artois, soția contelui Robert I de Artois (n. 1224)
- 1304: Agnes de Brandenburg, soția regelui Eric al V-lea al Danemarcei (n. 1257)
- 1360: Ioana I, Contesă de Auvergne (n. 1326)
- 1560: Gustav I, rege al Suediei (n. 1496)
- 1793: Pierre Bulliard, botanist, micolog și fizician francez (n. 1752)
- 1833: Ferdinand al VII-lea, rege al Spaniei (n. 1784)
- 1834: Frederic, Duce de Saxa-Altenburg (n. 1763)
- 1865: François Joseph Heim, pictor francez (n. 1777)
- 1882: Maria Pia de Bourbon-Două Sicilii (n. 1849)

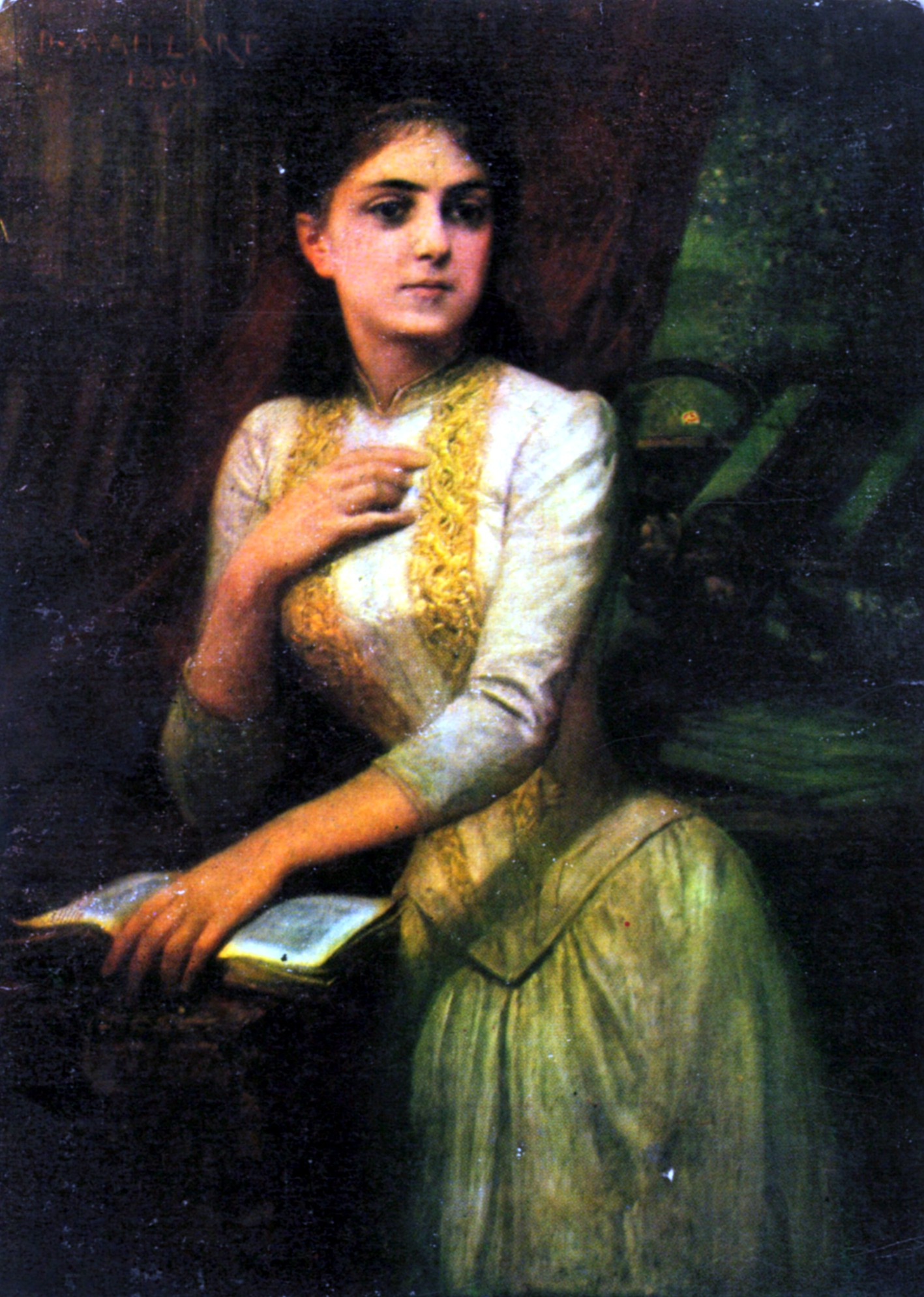
Iulia Hașdeu, scriitoare română
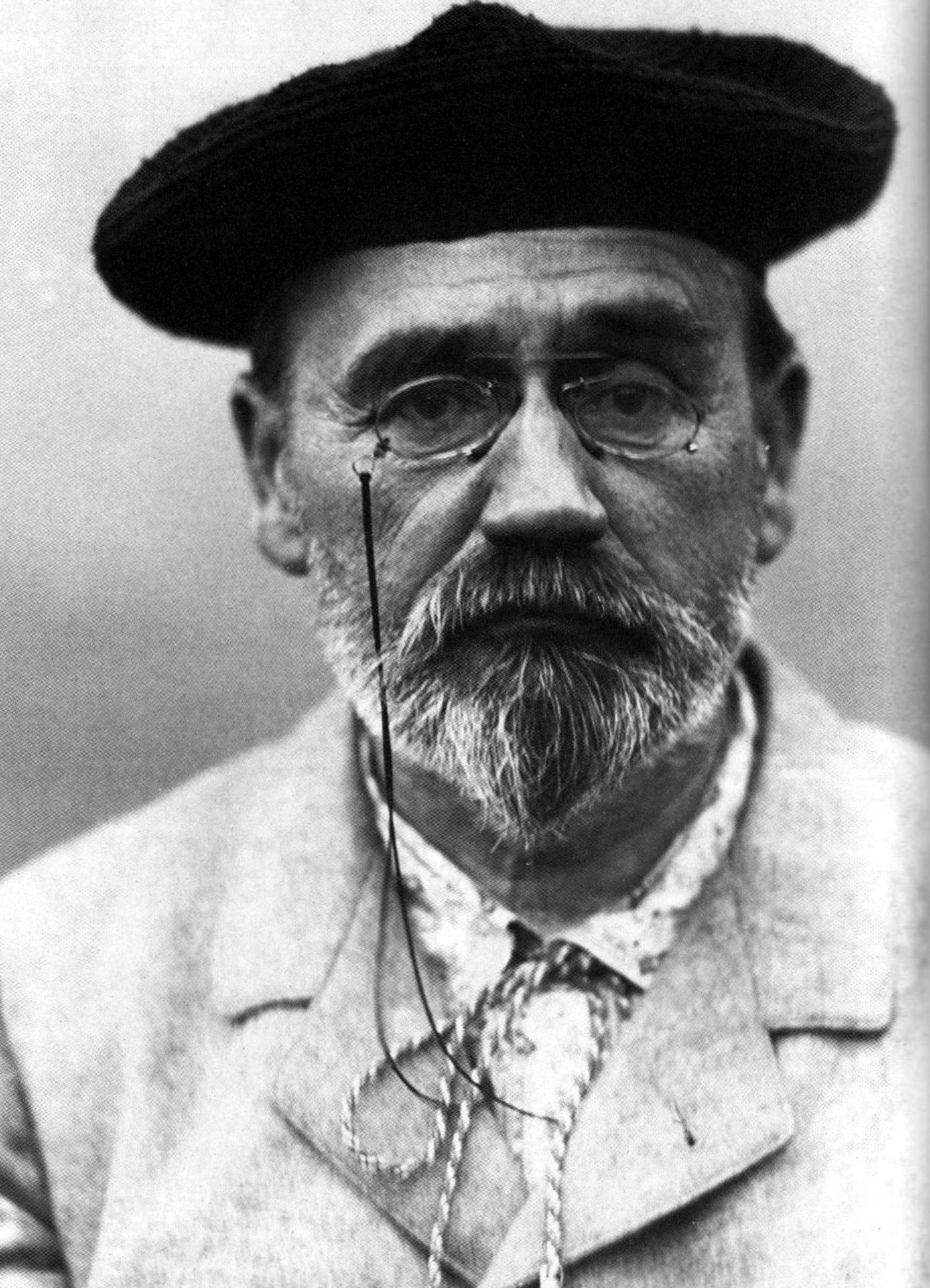
Émile Zola, scriitor francez
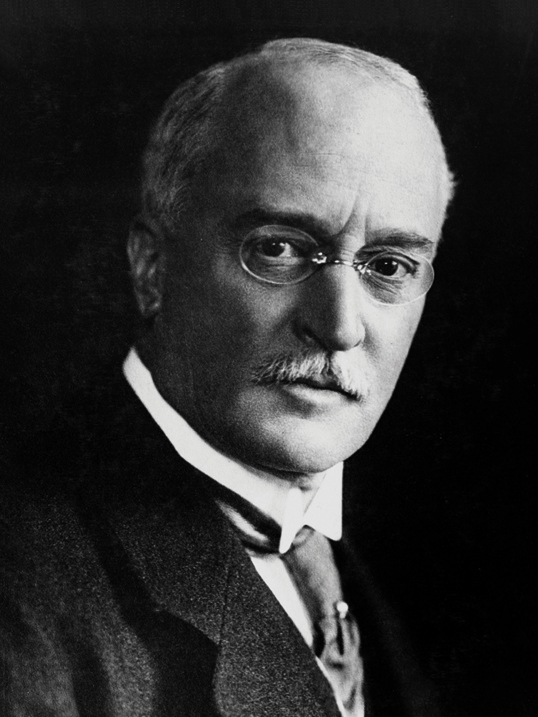
Rudolf Diesel, inginer german, a inventat motorul Diesel

- 1888: Iulia Hașdeu, scriitoare română (n. 1869)
- 1898: Louise de Hesse-Kassel, soția regelui Christian al IX-lea al Danemarcei (n. 1817)
- 1902: Émile Zola, scriitor francez (n.1840)
- 1913: Rudolf Diesel, inginer german, a inventat motorul Diesel (n. 1858)
- 1925: Léon Bourgeois, politician francez, al 64-lea prim-ministru al Franței, laureat Nobel (n. 1851)
- 1927: Willem Einthoven,  medic și fiziolog olandez, laureat Nobel (n. 1860)
- 1928: Ion D. Berindey, arhitect român (n. 1871)
- 1930: Ilia Repin, pictor rus (n. 1844)
- 1936: Alfonso Carlos, Duce de San Jaime (n. 1849)
- 1937: Hans Leicht, jurist și om politic din Transilvania (n. 1886)
- 1949: Léon Frapié, scriitor francez și câștigătorul Premiului Goncourt în 1904 (n. 1863)

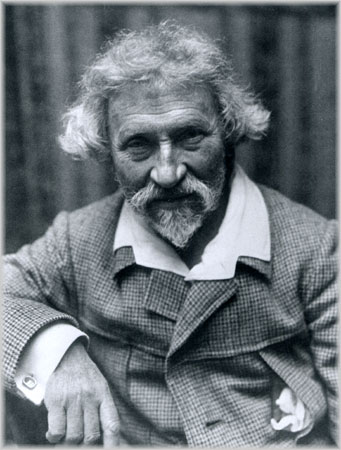
Ilia Repin, pictor rus
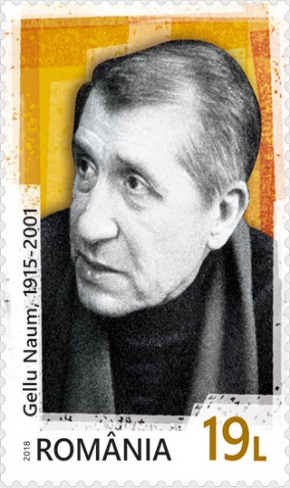
Gellu Naum, scriitor român
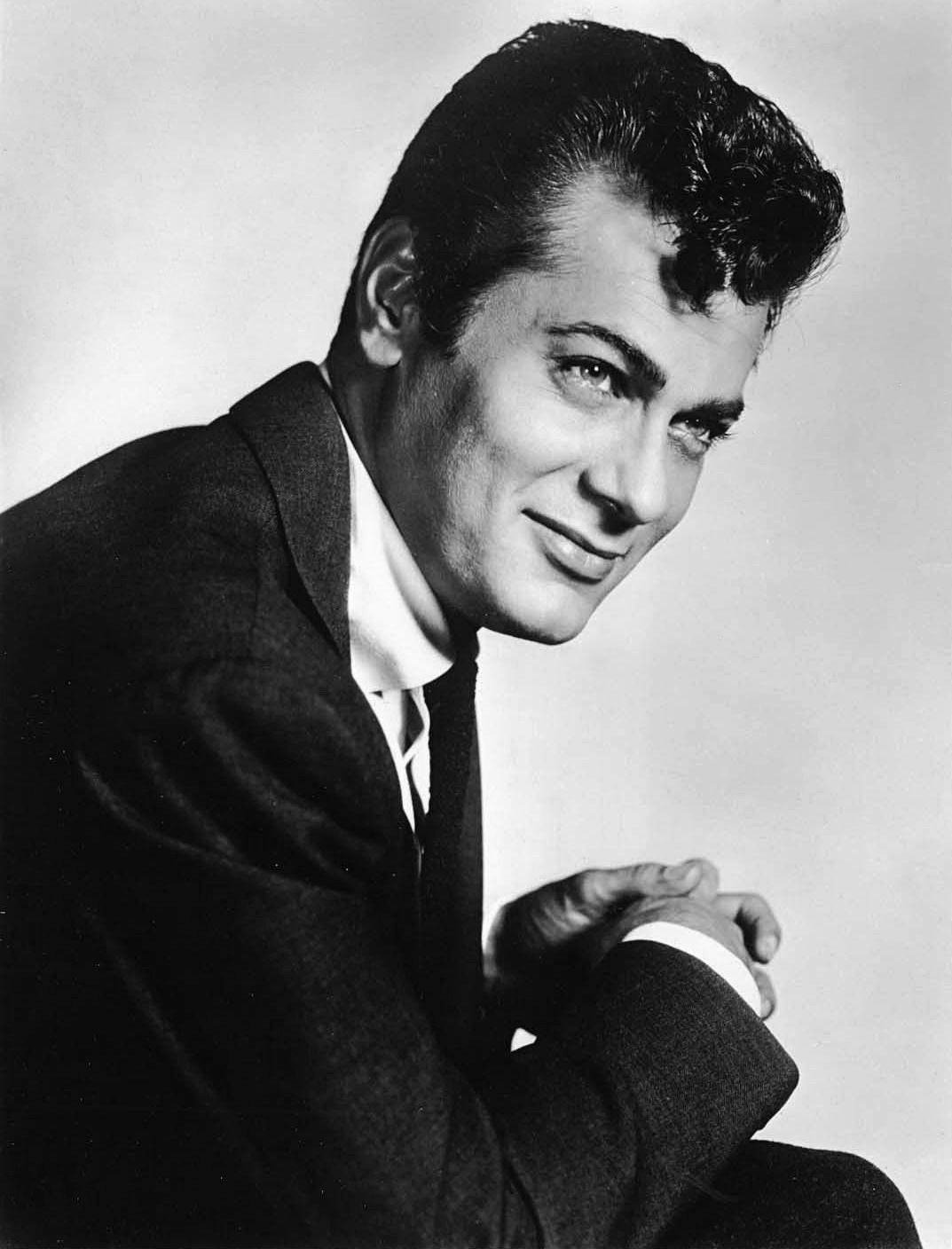
Tony Curtis, actor american

- 1981: Bill Shankly, antrenor britanic de fotbal (n. 1913)
- 1997: Roy Fox Lichtenstein, pictor american (n. 1923)
- 2001: Gellu Naum, scriitor român (n. 1915)
- 2010: Tony Curtis, actor american (n. 1925)
- 2010: Georges Charpak, fizician francez de origine poloneză, laureat Nobel (n. 1924)
- 2020: Sabah Al-Ahmad Al-Jaber Al-Sabah, emirul Kuweitului între 2006-2020 (n. 1929)
- 2022: Alexandru Arșinel, actor român de comedie (n. 1939)

## Sărbători
- Ziua Mondială a Inimii  - din 2011 (vezi en: World Heart Day )
- în calendarul ortodox: Chiriarh Sihastrul, călugăr din Palestina († 556)
- în calendarul romano-catolic: Mihail, Gabriel și Rafael, arhangheli
- în calendarul luteran: Mihail și toți îngerii
- în calendarul anglican: Mihail și toți îngerii ("Michaelmas", vezi en:Michaelmas)